# Isaac Tzetzes
Isaac Tzetzes (en griego, Ἰσαάκιος Τζέτζης) fue un filólogo bizantino que vivió en la primera mitad del siglo XII, hermano del más conocido erudito Juan Tzetzes. Ambos fueron nietos de un abuelo rico aunque iletrado e hijos de un hombre muy formado, Miguel Tzetzes, quien ejerció como profesor de sus dos hijos, a los que dedicó mucho de su tiempo. Su madre Eudocia  provenía de ilustres personajes de la historia bizantina, siendo sobrina de Miguel Cerulario. Aunque menos citado que su famoso hermano, Isaac consagró parte de su corta vida a estudios filológicos, dejando un comentario sobre la métrica de Píndaro, y se cree que comentó también a Licofrón.